# Hyblon
Hyblon o Iblone (fl. V secolo a.C.) fu un re siculo citato per la prima volta da Tucidide nella Guerra del Peloponneso, quando lo storico narra di come furono fondate le colonie greche sulla costa siciliana.
Tucidide collega la storia del popolo dei Siculi ai Megaresi che dopo un periodo di convivenza con i Calcidesi guidati da Thukles presso Leontinoi, colonizzarono Thapsos. Dopo la morte di Lamis, ecista dei Megaresi, questi ultimi furono espulsi anche da Thapsos e il re Hyblon, allora, concesse loro di fondare una nuova città sull'attuale golfo di Augusta. La città prenderà il nome di Megara Hyblaea ed è probabile che l'appellativo "Hyblaea" derivi da Hyblon. Lo conferma Stefano di Bisanzio nel suo Ethnikà: la città Megara Hyblaea si chiamava prima Ibla, dal re dei siculi Iblone. Un'ipotesi avanzata dai grandi archeologi François Villard e Georges Vallet vede Hyblon come re della città di Hybla che, per la sua vicinanza con Megara, dovrebbe identificarsi con il sito archeoleogico di Pantalica.